# (1905) Ambartsumian
(1905) Ambartsumian – planetoida z pasa głównego asteroid okrążająca Słońce w ciągu 3 lat i 116 dni w średniej odległości 2,22 j.a. Została odkryta 14 maja 1972 roku w Krymskim Obserwatorium Astrofizycznym w Naucznym na Półwyspie Krymskim przez Tamarę Smirnową. Nazwa pochodzi od Wiktora Ambarcumiana, ormiańskiego astronoma. Przed nadaniem nazwy planetoida nosiła oznaczenie tymczasowe (1905) 1972 JZ.